# Transmission Records
Transmission Records este o casă de înregistrări care își desfășoară activitatea în Europa. Ea este responsabilă pentru promovarea unor artiști din zona muzicii rock precum Epica sau After Forever.